# Gouttes d'eau sur pierres brûlantes
Gouttes d'eau sur pierres brûlantes (no Brasil, Gotas d'Água em Pedras Escaldantes) é um filme de drama francês de 2000 dirigido e escrito por François Ozon, baseado na obra alemã Tropfen auf heisse Steine, de Rainer Werner Fassbinder. Estrelado por Bernard Giraudeau, estreou no Festival Internacional de Cinema de Berlim em 13 de fevereiro.

## Elenco
- Bernard Giraudeau - Léopold
- Malik Zidi - Franz
- Ludivine Sagnier - Anna
- Anna Levine - Véra